# Tycho (cratera)
A cratera Tycho
Tycho (/ˈtaɪkoʊ/) é uma proeminente cratera lunar localizada nas colinas próximas ao polo Sul da Lua, batizada em homenagem ao astrônomo dinamarquês Tycho Brahe (1546–1601). Ao Sul da cratera Tycho, está a cratera Street; ao Leste, a cratera Pictet e ao Norte-Nordeste dela, a cratera Sasserides. A superfície em torno de Tycho é repleta de crateras de vários tamanhos, com muitas crateras sobrepondo crateras ainda mais velhas. Algumas das crateras menores são crateras secundárias formadas a partir de pedaços maiores ejetados de Tycho. Tycho é considerada a maior cratera lunar vista na parte visível e pode ser vista perfeitamente a olho nu durante a Lua cheia.

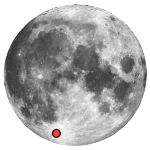
Localização de Tycho.

## Idade e Descrição
Tycho é uma cratera relativamente jovem, com uma idade estimada de 108 milhões anos com base na análise de amostras dos raios da cratera recuperadas durante a missão Apollo 17. Esta idade sugere que o agente de impacto pode ter sido um membro da Família Baptistina de asteróides, mas como a composição do agente de impacto é desconhecida esta é apenas uma conjectura. Entretanto simulações dão 70% de probabilidade de que a cratera foi criada por um fragmento do mesmo impacto que criou o asteróide 298 Baptistina;  que, anteriormente, acreditou-se ser o responsável pela formação da Cratera de Chicxulub e extinção dos dinossauros. Esta possibilidade foi desacreditada pela sonda Wide-field Infrared Survey Explorer em 2011.
A cratera é bem definida, ao contrário de crateras mais antigas que foram degradadas por impactos subseqüentes. O interior tem um grande albedo que é proeminente quando o Sol está acima. A cratera é cercada por um bem distinto sistema de raios com longas formações que se estendem por até 1.500 quilômetros. Seções destes raios podem ser observadas mesmo quando Tycho está iluminada apenas pela luz cinérea. Devido aos seus proeminentes raios Tycho é mapeado como parte do Período Copérnico.

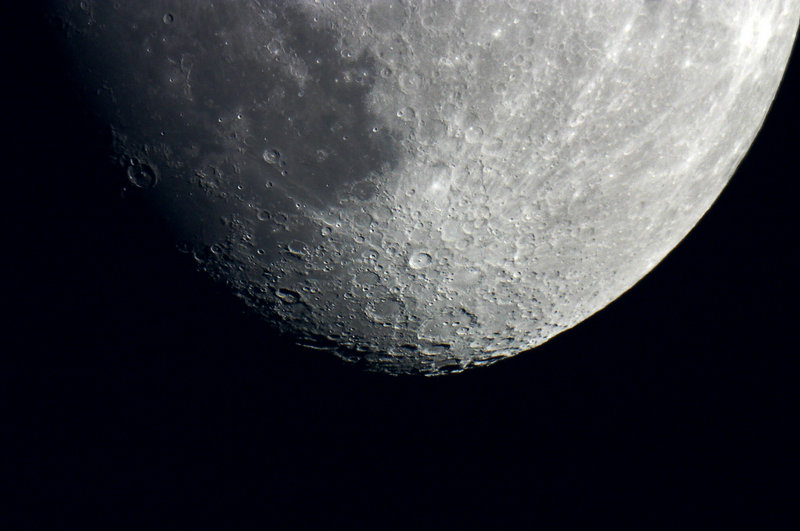
O longo sistema de raios que partem de Tycho

As muralhas além da borda tem um albedo mais baixo do que o interior por uma distância de mais de cem quilômetros e estão livres das marcações dos raios que estão além. Este aro mais escuro pode ter sido formado a partir de minerais escavados durante o impacto.

## Nomes
O nome Tycho foi dado em homenagem ao astronômo dinamarquês Tycho Brahe. Como muitas das outras crateras lunares, o nome foi dado pelo Jesuíta astronômo Giovanni Riccioli, cujo sistema de nomenclatura de 1651 se tornou padrão. Cartógrafos anteriores tinham dado nomes diferentes. Pierre Gassendi a chamou de Umbilicus Lunaris ('o umbigo da Lua'). O mapa de 1645 feito por Michael van Langren a chama de "Vladislai IV" em homenagem Władysław IV Vasa, Rei da Polônia. Johannes Hevelius a chamou de  Monte Sinai.

## Crateras Satélites
Por convenção estas áreas são identificadas em mapas lunares colocando a letra no lado do ponto médio da cratera que está mais próximo de Tycho.
| Tycho | Latitude | Longitude | Diâmetro |
| ----- | -------- | --------- | -------- |
| A     | 39.9° S  | 12.0° W   | 31 km    |
| B     | 43.9° S  | 13.9° W   | 13 km    |
| C     | 44.3° S  | 13.7° W   | 7 km     |
| D     | 45.6° S  | 14.0° W   | 27 km    |
| E     | 42.2° S  | 13.5° W   | 14 km    |
| F     | 40.9° S  | 13.1° W   | 16 km    |
| H     | 45.2° S  | 15.8° W   | 8 km     |
| J     | 42.5° S  | 15.3° W   | 11 km    |
| K     | 45.1° S  | 14.3° W   | 6 km     |
| P     | 45.3° S  | 13.0° W   | 8 km     |
| Q     | 42.5° S  | 15.9° W   | 21 km    |
| R     | 41.8° S  | 13.6° W   | 5 km     |
| S     | 43.4° S  | 16.1° W   | 3 km     |
| T     | 41.2° S  | 12.5° W   | 14 km    |
| U     | 41.0° S  | 13.8° W   | 19 km    |
| V     | 41.7° S  | 15.3° W   | 4 km     |
| W     | 43.2° S  | 15.3° W   | 19 km    |
| X     | 43.8° S  | 15.2° W   | 13 km    |
| Y     | 44.1° S  | 15.8° W   | 19 km    |
| Z     | 43.1° S  | 16.2° W   | 24 km    |

## Galeria

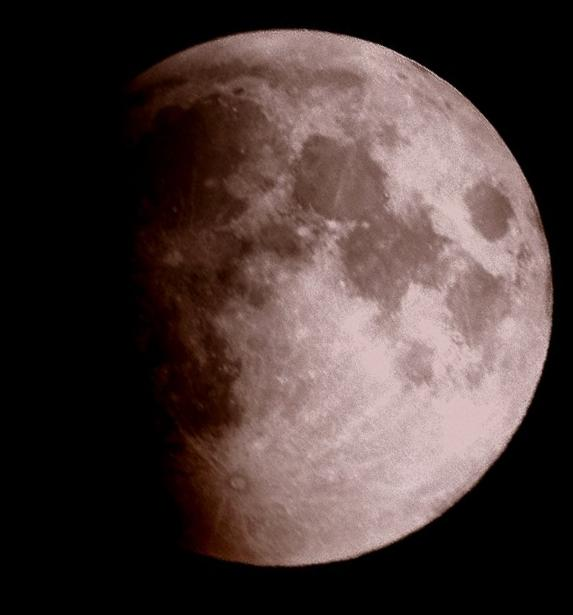
Eclipse lunar em março de 2007.
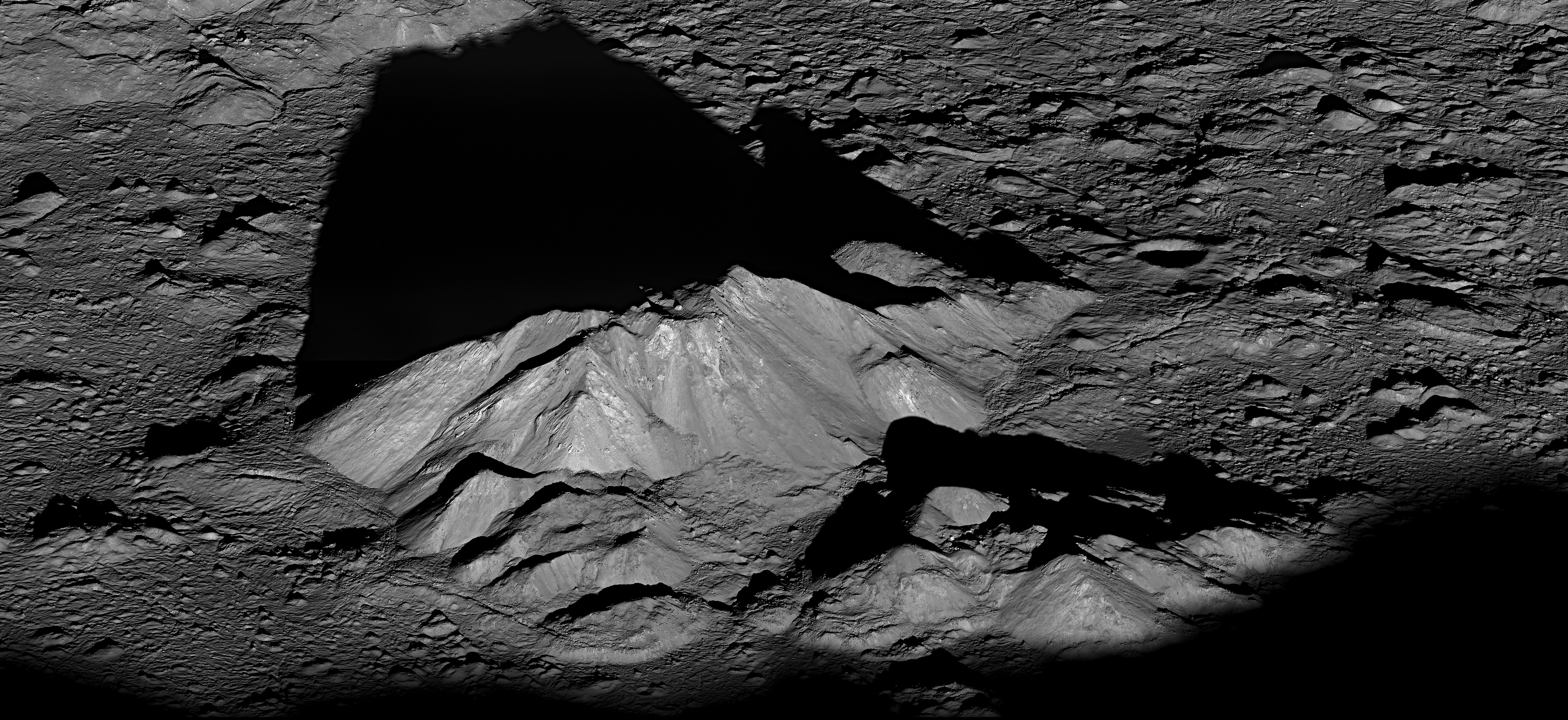
Pico central de Tycho, tirada ao por-do-sol pela Lunar Reconnaissance Orbiter em 2011.
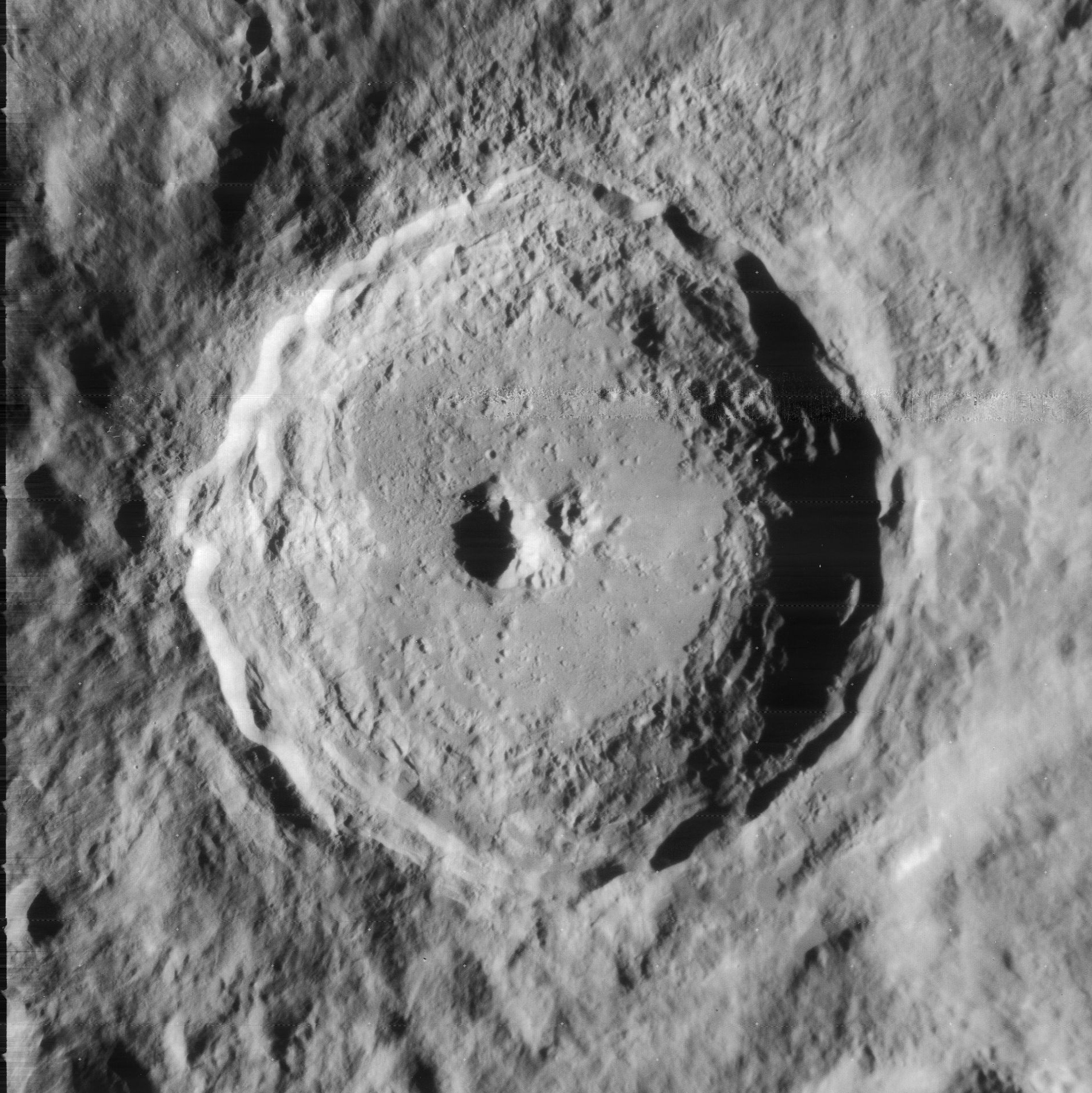
Imagem da Lunar Orbiter 4 em 1967.
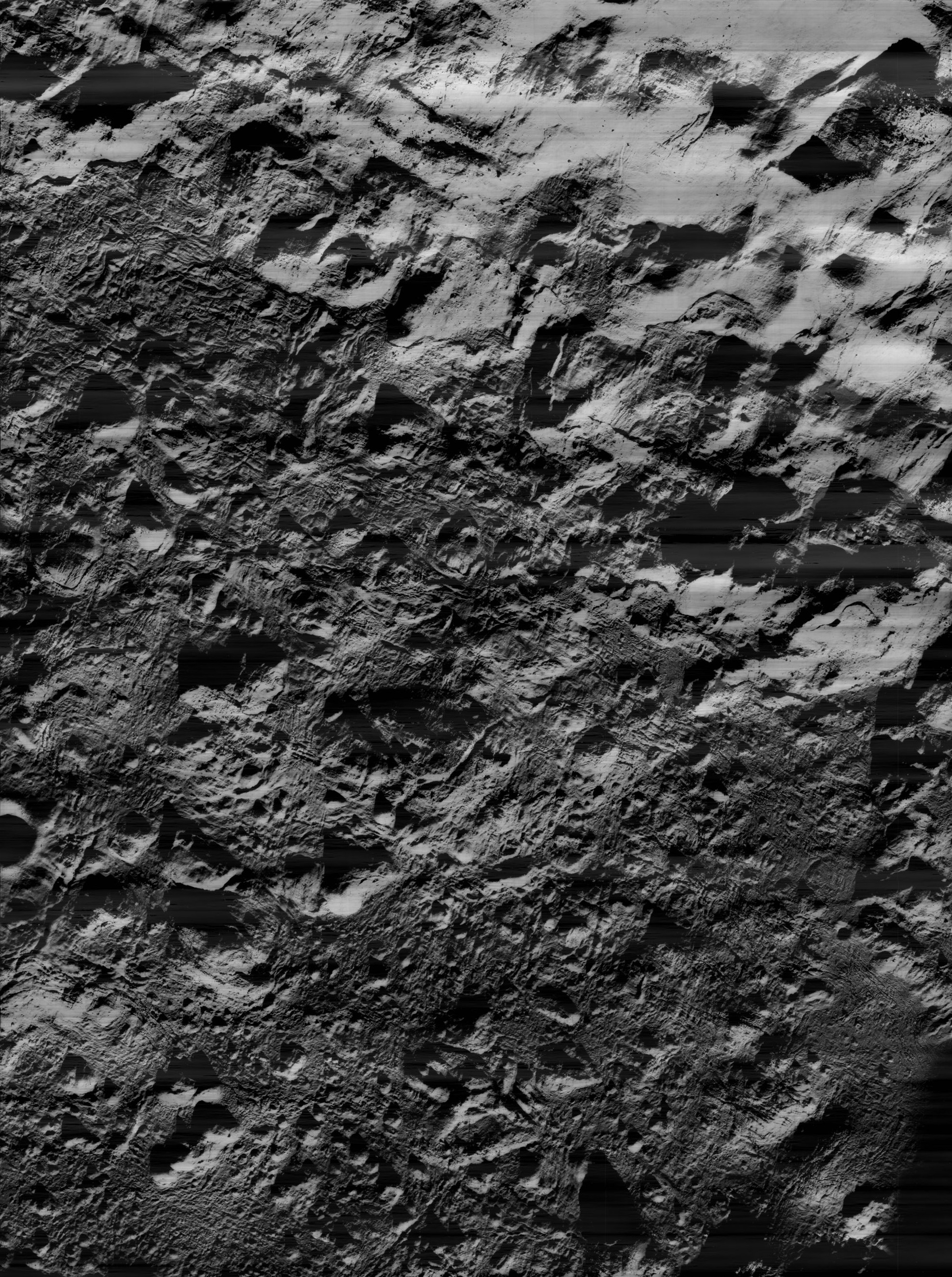
Imagem da Lunar Orbiter 5 do solo a nordeste da cratera, mostrando a superfície irregular.